# 白鳥三郎
白鳥 三郎（しらとり さぶろう、1917年（大正6年）6月26日 - 1988年（昭和63年）9月23日）は、昭和時代の政治家。埼玉県与野市長（第2代 - 第7代） 。さいたま市名誉市民。号・高丘独松。

## 経歴
千葉県印旛郡久住村（現成田市）出身。1943年（昭和18年）日本ピストンリング技術学校卒業。1947年（昭和22年）日本社会党に入党し、与野町議会議員に当選し1期在任。1951年（昭和26年）埼玉県議会議員となり2期在任。1959年（昭和34年）以来、与野市長に6選した。在任中に下水道の普及を推進し、市域の下水道普及率はほぼ100%に達した。1983年（昭和58年）「後進に道を譲る」として収入役の井原勇を事実上の後継者に指名して市長を退任した。
1988年（昭和63年）6月、与野市名誉市民に推挙され、2001年5月1日より合併によるさいたま市の設置に伴い『さいたま市名誉市民』として継承された。

## 栄典
勲章等
- 1969年（昭和44年） - 藍綬褒章[2]
- 1987年（昭和62年） - 勲三等瑞宝章[2]